# Kôba Building
Ne doit pas être confondu avec Koba LaD.
Kôba Building, de son vrai nom Ndong Ronny, est un rappeur gabonais, né le 21 octobre 1979 à Libreville. Après plusieurs passages dans des labels, il signe chez Easy Hits Recordz du label Hope Music Group.

## Biographie
Kôba Building est un artiste, auteur, co-compositeur, interprète et producteur de musique originaire du Gabon.

### Carrière musicale
Il débute avec Eben Family du label gabonais Eben Entertainment fondé en 2002 par Eric Benquet avec lequel il remporte plusieurs distinctions.
Son single « Rien Compris » signé chez Universal Music Africa, Hope Publishing Group avec Jean Raoul Anyia et en édition chez Wagram, single extrait de son premier album Kriminel à franc succès en Afrique.
Il a travaillé en tant que directeur artistique à Houston au Texas pour le label indépendant Heathquake Music.
Il totalise dans sa carrière trois albums (Kriminel, 2030, Black Roses), plusieurs mixtapes, plusieurs collaborations et plusieurs singles dont le très controversé Odjuku (hommage aux victimes du massacre post-électoral au Gabon).

### Entrepreneuriat
Il a lancé sa marque de vêtements au nom de « Ghettobling Editions ».
Il a été égérie de la marque de sport française Dia by Mohamed Dia qui a aussi habillé des joueurs de basketball de la NBA.

### Succès
En 2005, Il remporte le prix de meilleur artiste africain au Kora Awards en Afrique du sud.
En 2007, il obtient le prix de meilleur artiste hip-hop de l’année aux Balafons Music Award au Gabon.

### Collaborations
En 2019, il participe en tant que candidat à l'émission Fort Boyard pour le compte de l’association Courage Ulysse Tonye qui lutte contre l'aplasie médullaire.

## Discographie
Singles
- 2013 : V.A.T.E.L
- 2015 : GABOMA avec GHETTOBLING Editions
- 2015 : Paranormal avec GHETTOBLING Editions
- 2008 : Ghetto Life (feat. Bomo et Mister Blaaz)
- 2009 : Aller Retour remix (feat. Mister Blaaz)
- 2012 : Champions (feat. Nephtali et Mister Blaaz)
- 2018 : Time avec GHETTOBLING Editions
- 2018 : Magique avec GHETTOBLING Editions
- 2018 : 10 ans avec GHETTOBLING Editions
- 2018 : Faire le vide avec GHETTOBLING Editions[6]
- 2018 :  Odjuku
- 2022 : Le Game (feat. Shad’m Ovono)
- 2023 :  Tracklist avec GHETTOBLING Editions
- 2024 : Azingo (feat. Rodzeng)

Albums
- 2006 : Kriminel avec EBEN Entertainment[7],[8]
- 2012 : 2030 avec MAYENA Production/GHETTOBLING Editions[9]
- 2018 : Black Roses avec GHETTOBLING Editions[10]
- 2023 : L'œil : Chapitre 1 avec GHETTOBLING Editions

Collaborations
- 2003 : FU-GANG Attitude de Franck Baponga
- 2004 : LBV Underground 2 de Georges Kamgoua
- 2005 : EBEN Family de EBEN Entertainment
- 2008 : WAR de COTONOU City Crew (Bénin)
- 2016 : Mixage de Tu n’es pas Dieu du togolais Kanaa[11]

Mixtapes
- 2010 : GHETTOBLING Vol1 GHETTOBLING CORP
- 2011 : GHETTOBLING Vol2 GHETTOBLING CORP
- 2015 : Black mixtape GHETTOBLING Vol3 GHETTOBLING Editions

Best of
- 2015 : Best of Koba Building Entertainment[12]

## Récompenses et nominations
- 2005 : Kora Awards du meilleur artiste africain en Afrique du Sud [13],[14]
- 2006 : Prix du rappeur de cœur
- 2007 : Meilleur clip vidéo Bénin
- 2007 : Balafon du meilleur artiste hip hop masculin à Libreville